# 有色體

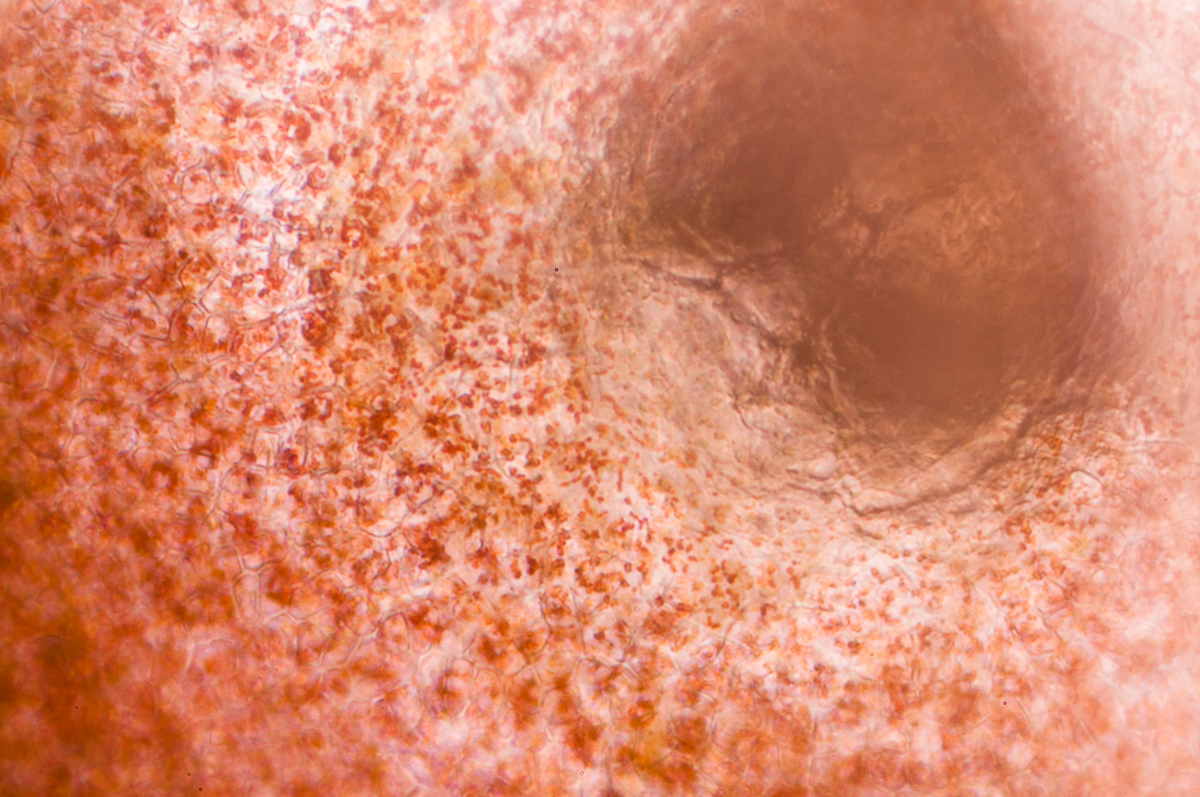
橘色顆粒狀結構即為橘子的有色體

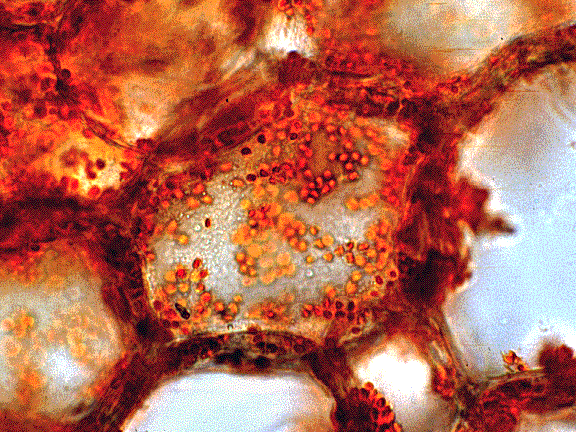
黑胡椒的有色體

有色體又稱雜色體、色质体，是植物、藻類等能行光合作用的真核生物細胞中的一種質粒體，通稱含有色素的質粒體，常和沒有色素的白色體比較。有色體因含有胡蘿蔔素、類胡蘿蔔素、番茄紅素、辣椒紅素等色素而呈紅色、橘色或黃色，其中類胡蘿蔔素占一半以上。有色體是進行生產與儲存色素的場所，為許多植物花瓣、果實與老葉的顏色來源。

## 形態

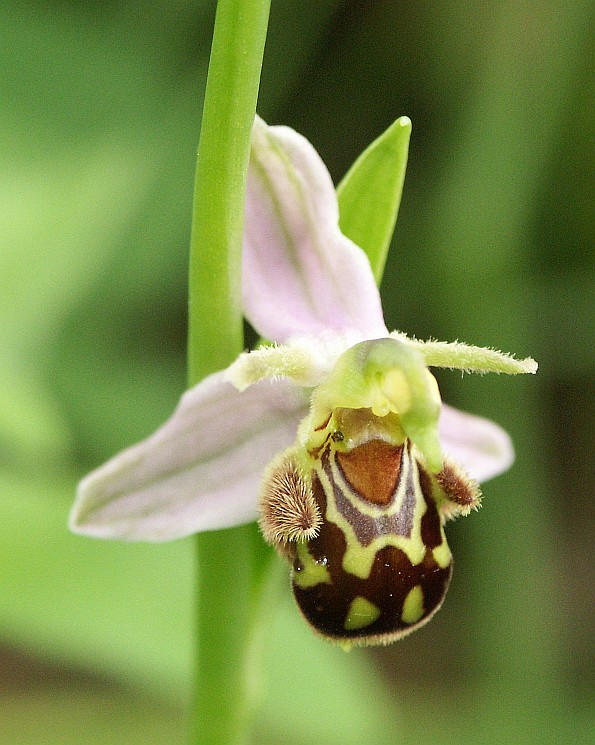
蜂蘭花萼與花瓣的顏色來源為細胞中的有色體

有色體大多在植物有色的器官細胞中被發現，如水果和花瓣，其中的色素為這些部位的顏色來源，主要的目的為吸引昆蟲等動物前來協助授粉或傳播種子，另外也出現在胡蘿蔔的根部等貯藏結構中。有色體中的超顯微結構有許多類型，因不同植物而異，多數為球狀（globulous），類胡蘿蔔素與質粒體小球結合，如向日葵、蒲公英等的花瓣中的有色體；水仙的花瓣與番茄果實的有色體為膜狀（membranous），具有多層的膜，類胡蘿蔔素位於膜上；辣椒果皮與黃瓜花瓣中的有色體呈細絲束狀（tubulous），類胡蘿蔔素位於細絲上；結晶狀（crystalline）有色體中的胡蘿蔔素形成結晶，胡蘿蔔根部的有色體即屬此類；另外有些犁頭尖屬植物的有色體則有交織成網狀的細管組成。

## 轉換
有色體和白色體、葉綠體等質粒體關係均很密切，皆是來自藍綠菌的內共生，在某些情況下可互相轉換，如植物的果實成熟時，葉綠體和白色體可以轉換成有色體，进而改变果實的顏色。葉綠體轉換成有色體的過程中，其類囊體的膜結構會漸被分解，質粒體小球（plastoglobuli）增加，先形成同時含有葉綠素與類胡蘿蔔素的過渡型質粒體，再轉換成不含有葉綠素的成熟有色體。